# Správní obvod obce s rozšířenou působností Stod
Správní obvod obce s rozšířenou působností Stod je od 1. ledna 2003 jedním ze čtyř správních obvodů rozšířené působnosti obcí v okrese Plzeň-jih v Plzeňském kraji. Čítá 24 obcí.
Města Stod, Dobřany a Holýšov jsou obcemi s pověřeným obecním úřadem.

## Seznam obcí
Poznámka: Města jsou vyznačena tučně.
- Bukovec
- Čečovice
- Černovice
- Dnešice
- Dobřany
- Holýšov
- Honezovice
- Horní Kamenice
- Hradec
- Chotěšov
- Kotovice
- Kvíčovice
- Lisov
- Líšina
- Neuměř
- Nová Ves
- Přestavlky
- Stod
- Střelice
- Štichov
- Ves Touškov
- Vstiš
- Všekary
- Zemětice

## Obyvatelstvo
| Rok  | Obyv.  | ± %     |
| ---- | ------ | ------- |
| 1869 | 14 025 | —       |
| 1880 | 16 347 | +16,6 % |
| 1890 | 19 219 | +17,6 % |
| 1900 | 22 034 | +14,6 % |
| 1910 | 25 262 | +14,7 % |

| Rok  | Obyv.  | ± %     |
| ---- | ------ | ------- |
| 1921 | 25 528 | +1,1 %  |
| 1930 | 27 835 | +9 %    |
| 1950 | 22 038 | −20,8 % |
| 1961 | 22 166 | +0,6 %  |
| 1970 | 21 949 | −1 %    |

| Rok  | Obyv.  | ± %     |
| ---- | ------ | ------- |
| 1980 | 21 515 | −2 %    |
| 1991 | 21 015 | −2,3 %  |
| 2001 | 20 865 | −0,7 %  |
| 2011 | 23 296 | +11,7 % |
| 2021 | 23 998 | +3 %    |